# Pseudomeloe collegialis
Pseudomeloe collegialis is een keversoort uit de familie van oliekevers (Meloidae). De wetenschappelijke naam van de soort is voor het eerst geldig gepubliceerd in 1835 door Audouin in Guérin-Méneville.